# STV (Italia)
STV è una televisione locale italiana.

## Storia
Nasce a Rapallo nel 1989 per iniziativa dei fratelli Pierluigi e Davide Riccò, sulla scia delle emittenti succedutesi dopo la liberalizzazione delle frequenze decisa dalla Corte Costituzionale, quali Tele Rapallo, Teleliguria e Tele Golfo.
La prima fase vide la messa in onda dei programmi da improvvisati studi ubicati in via Laggiaro, con la collaborazione di un amico dei proprietari, in possesso delle competenze tecniche. La successiva fase, più organizzata, arrivò intorno al 1991, con il trasferimento degli studi nell'ex edificio dell'asilo della frazione di Santa Maria del Campo da cui prese forma un palinsesto più organico, la possibilità di usufruire di uno studio adatto anche alle dirette. Dopo un ulteriore spostamento degli studi nei locali più centrali di via Ferretto la struttura produttiva ed artistica ha visto un'ulteriore stabilizzazione.